# اریکا فرایولی
اریکا فرایولی (به انگلیسی: Erika Ferraioli) (زادهٔ ۲۳ مارس ۱۹۸۶) شناگر اهل ایتالیا است.